# مسوسورس
مسوسورس (به انگلیسی: Mesosaurus) به معنی مارمولک متوسط، یک جانور منقرض‌شده از سرده خزندگان است که در پرمین اولیه  در نواحی جنوب آفریقا و آمریکای جنوبی می زیسته است. 
این یکی از اولین خزندگان دریایی شناخته شده بود و سازگاری های کاملاً زیادی با شیوه زندگی در آب داشت. 
گاهی این خزنده را بی‌کمانان می‌دانند، اما در مورد آن اختلاف نظر وجود دارد. بنتون آن را به عنوان خزنده مانند (parareptile)، یعنی یک خزنده‌چهرگان (ساروپسید) توصیف می کند.

## دیرین زیستی
مزوسوروس یکی از اولین خزندگانی بود که پس از ورود چهارپایان اولیه در دونین بعدی به آب بازگشت. طول آن حدود 1 متر بوده، با پاهای شبکه‌ای، بدنی صاف و دمی بلند که احتمالاً دارای یک باله بوده است. احتمالاً توسط پاهای عقبی بلندش و دم منعطف، خود را در آب به پیش می‌برده است. بدنه آن نیز انعطاف‌پذیر بود و به راحتی می‌توانست به پهلو حرکت کند، اما دارای دنده‌های بسیار ضخیم بود که مانع از پیچش بدنش می‌شد. نمونه‌های فسیلی نشان می‌دهند که این جانور زنده‌زا بود و جوان زنده داشت. همچنین مزوسوروس جمجمه ای کوچک با آرواره های بلند داشت. سوراخ‌های بینی در بالا قرار داشتند و به موجودی اجازه می‌دادند نفس بکشد و تنها قسمت بالای سرش سطح را بشکند. دندان‌های آن برای صید طعمه‌های کوچک نکتونی (nekton) مانند سخت پوستان مناسب بود.

## توزیع جغرافیائی
مزوسوروس در ارائه‌ی شواهدی برای نظریهء رانش قاره‌ای مهم بود، زیرا بقایای آن در جنوب آفریقا و شرق آمریکای جنوبی، در دو مکان دوردست از هم یافت شد. از آنجایی که مزوسوروس یک حیوان ساحلی بود و بنابراین نمی توانست از اقیانوس اطلس عبور کند، این توزیع نشان داد که این دو قاره در گذشته به هم متصل می شدند.